# الکساندر پاولویچ الکساندروف
الکساندر پاولویچ الکساندرف (به انگلیسی: Aleksandr Pavlovich Aleksandrov) فضانورد اهل اتحاد شوروی است که در ۲۰ فوریهٔ ۱۹۴۳ در مسکو زاده شد. وی در مأموریت سایوز تی-۹، میر ئی‌او-۲، سایوز تی‌ام-۳ حضور داشته است.